# Viqueque
Viqueque (en tetun Vikeke) es una ciudad de Timor Oriental, situado a 183 km al sudeste de Dili, la capital del país.
La ciudad de Viqueque tiene 22.000 habitantes y es la capital del distrito homónimo.
- Datos: Q1011863
- Multimedia: Viqueque / Q1011863